# Globo terrestre

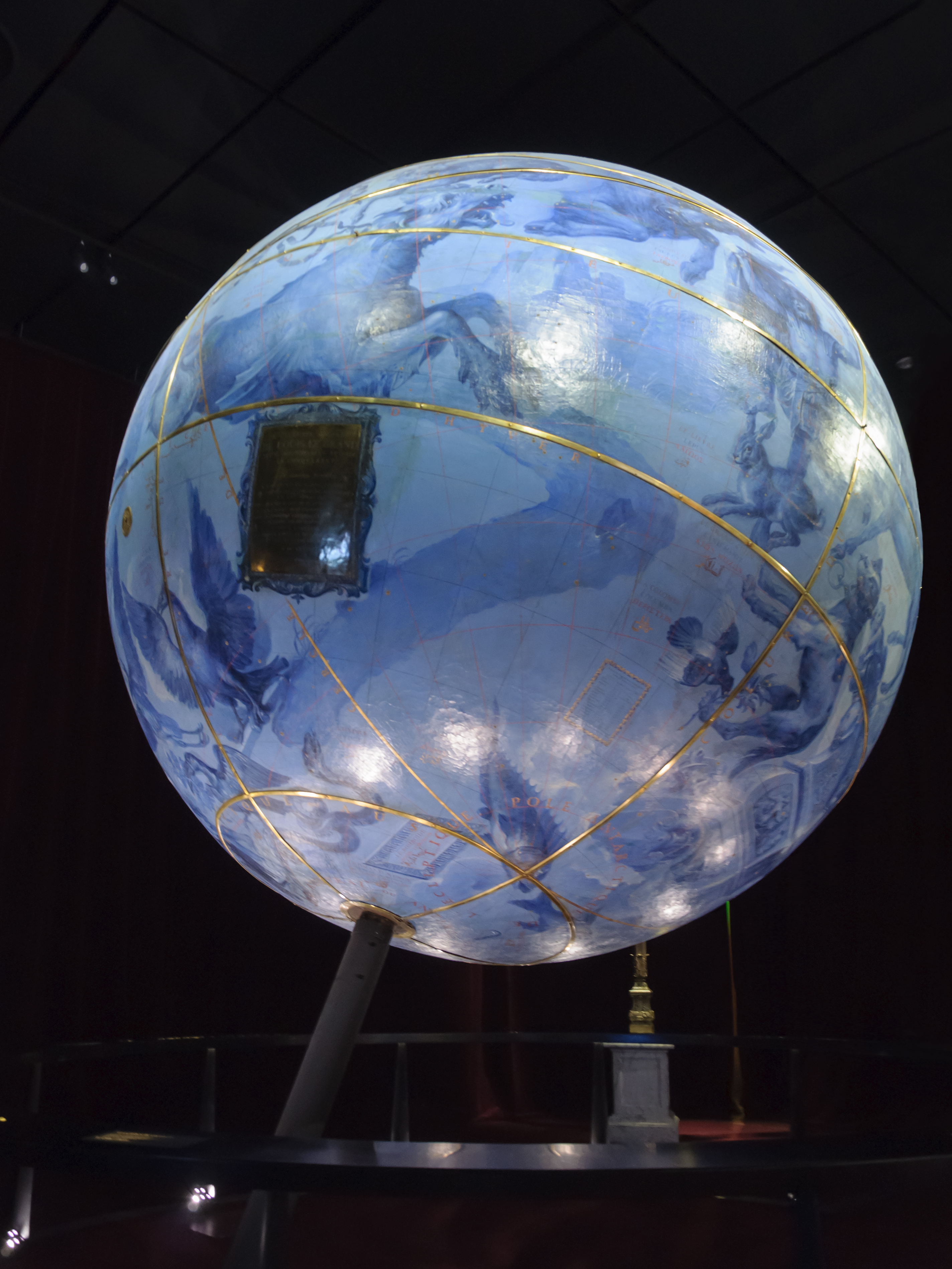
O globo Coronelli.

Um globo terrestre é uma representação em escala reduzida do planeta Terra. Com seu formato esférico, ele representa a superfície terrestre de maneira mais fiel que o planisfério.
Sua forma é arredondada, porém, não permite a visualização de toda a superfície ao mesmo tempo. Se observamos o Brasil, por exemplo, não conseguimos ver o Japão, que fica no lado oposto do globo. Já no Mapa Planisfério conseguimos ver o mapa-múndi em plano, vendo todos os países.
Um globo terrestre tem às vezes relevo, mostrando a topografia. Se usar uma escala exagerada para o relevo, de forma que resulte visível.
A maior parte dos globos terrestres modernos incluem também paralelos e meridianos, de modo que se possa efetuar uma localização na superfície do planeta.

## Origem

### O Globo Terrestre de Crates
O primeiro globo terrestre de que se tem notícia deve-se ao cartógrafo, filósofo e gramático Crates de Malo (160 a.C.) que preconizou que as terras conhecidas fossem representadas na superfície de um grande globo dividido como um quadrilátero.

### Erdapfel (Maçã da Terra)

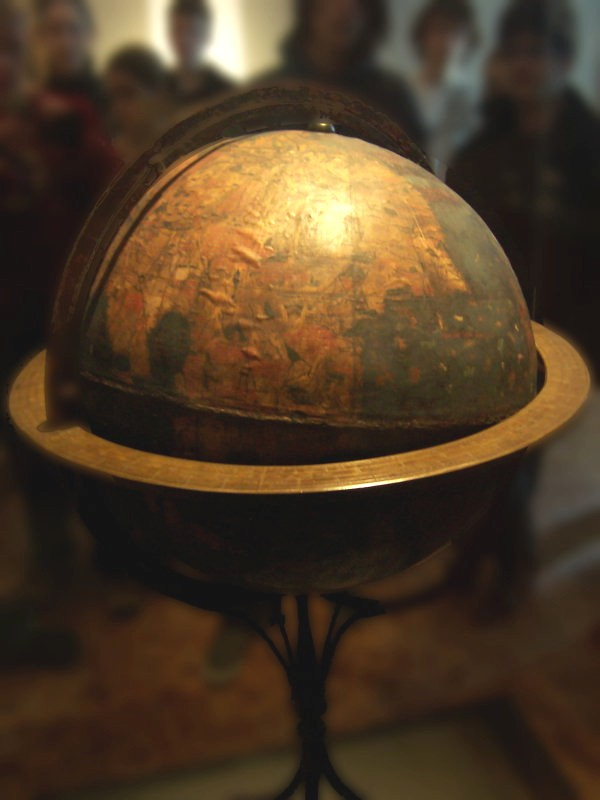
Globo Terrestre Erdapfel, de Martin Behain, exposto no Museu Nacional Alemão

Martin Behaim, um polímata que sabia muito de Geografia e Filosofia e também um habilidoso vendedor foi o criador do globo terrestre Erdapfel. O "maçã da terra" evidencia como o mundo era compreendido no final do século XV. Foi concluído em 1492, portanto as Américas não estão representadas.
Behain fez inúmeras viagens pelo mundo para poder realizar o seu projeto: o Erdapfel. Como líder forneceu todas as informações necessárias para a sua realização. Dentre suas inúmeras fontes está incluso o trabalho de Ptolemeu. O trabalho foi concluído em dois anos (1492). O respeitado xilógrafo Georg Glockenon que também gravava e pintava foi quem pintou o Erdapfel. Mesmo para a época o Maçã da Terra possui um número significativo de imprecisões. Depois de pronto a peça foi exposta na prefeitura de Nuremberg, Alemanha. Sabe-se que lá ficou exposto até por volta de 1500, depois foi entregue à família Behain. 
No início do século XX a família o emprestou ao Museu Nacional Alemão, em Nuremberga. Dois anos antes da Segunda Guerra Mundial foi comprado por funcionários do estabelecimento, a pedido de Adolf Hitler, que que considerava o Erdapfel um artefato importante e não se deveria correr o risco de o globo atravessar as fronteiras alemãs.

## Fabricação
Tradicionalmente, os globos eram feitos com gomos (tiras) de papel longos e finos que eram colados entre um polo e outro. Quanto mais tiras, menos amassado e mais homogêneo o mapa fica na esfera. Este método de fabricação de globo foi ilustrado em 1802 em uma gravura na The English Encyclopedia por George Kearsley.
Os globos modernos são geralmente feitos de termoplástico. Discos planos de plástico são impressos com um mapa distorcido de um dos hemisférios da Terra. Este é colocado em uma máquina que molda o disco em forma de globo, posteriormente, as duas partes são unidas para formar o globo terrestre completo.
Normalmente, um globo é montado de forma que seu eixo de rotação seja 23,5 ° (0,41 rad) da vertical, que é o ângulo que o eixo de rotação da Terra desvia da perpendicular ao plano de sua órbita. Essa montagem facilita a visualização de como as estações mudam.[carece de fontes?]